# Glikogenin
Glikogenin je enzim uključen u biosintezu glikogena. Enzim je otkrio William J. Whelan. 

## Funkcija
Enzim glikogen-sintaza, koji veže molekule glukoze u glikogen, može djelovati samo ako postoje najmanje 4 molekule glukoze povezane u lanac. Glikogenin djeluje kao primer na koje se mogu dalje vezati monomeri glukoze. Glikogenin katalizira vezanje glukoze na sebe (autokataliza) tako da prvo veže glukozu iz molekule UDP-glukoza na hidroksilnu grupu Tyr-194. Aktivnošću glikogeninske glukoza-transferaze, mogu još mogu vezati sedam molekula glukoze iz UDP-glukoze. Tako glikogenin ostaje kovalentno vezan na reducirajući kraj molekule glikogena. 